# Alpy Urano-Glarneńskie
Alpy Urano-Glarneńskie – podgrupa górska Alp Glarneńskich, w Alpach Zachodnich. Pasmo to leży w Szwajcarii, w kantonie Uri. Najwyższym szczytem jest Oberalpstock, który osiąga wysokość 3328 m. Graniczą ze Schwyzer und Urner Voralpen (w Schweizer Voralpen), z Alpami Glarneńskimi właściwymi na wschodzie, Alpami Lepontyńskmi na południu oraz Alpami Urneńskimi na zachodzie.
Najwyższe szczyty:
- Oberalpstock - 3328 m,
- Gross Schärhorn - 3294 m,
- Clariden - 3267 m,
- Gross Windgällen - 3187 m,
- Glärnisch - 2914 m.